# 戴僧靜
戴僧靜（？—491年），表字不詳，會稽永興人。南北朝時期南齊將領，為南齊開國元勳。曾參與平滅沈攸之、袁粲起事、討伐桓天生等戰爭。

## 生平
戴僧靜一家因祖父戴飾早年參與富陽孫氏的叛亂而遭流放青州，不過戴僧靜憑著自己膽量魄力及騎射技巧，獲時任青州刺史沈文秀任用。泰始五年（469年），北魏攻破青州治所東陽城（今山東青州市陽水北），戴僧靜遂與沈文秀降魏。及後，戴僧靜帶領著家族南逃到淮陰（今江蘇淮安市），歸降劉宋，並得時任南兗州刺史的蕭道成蓄養在身邊。有一次，戴僧靜從建康偷運錦布出來，在歐陽戍（今江蘇儀征市東北）被截獲，遭囚禁在南兗州獄中，蕭道成特意派麾部下薛淵送酒菜到僧靜處，但在送去的魚腹中偷偷藏著一把刀子。戴僧靜藉分享酒菜將獄吏灌醉後用刀子弄破了銬鐐，徒手弄破門鎖，直接逃獄，回到蕭道成身邊。蕭道成起先將僧靜藏在其府齋內，並每年給他貧困的家人一千斛穀作資助。後來蕭道成於抵抗北魏入侵時派了僧靜出戰，表現勇猛並獲得多場勝仗，遂乘機以軍功給了他一個帳內軍主的職位。泰始七年（471年），蕭道成受徵入建康出任散騎常侍、太子左衞率，僧靜亦隨其還都，後升遷至積射將軍、羽林監。
昇明元年（477年）十二月，司徒袁粲等人為了響應荊州刺史沈攸之討伐蕭道成的行動，率眾佔據石頭城起事。早聞風聲的蕭道成已派蘇烈等人在石頭防備，事發後蘇烈據守石頭城中的倉城抵禦袁粲，蕭道成遂派戴僧靜領數百人增援蘇烈，成功進入倉城並和蘇烈等合兵向袁粲發動進攻。那時兩軍相持，袁粲、劉秉等人在城東門城樓上看見府西門冒煙，遂下城樓打算前赴增援，但原來那是戴僧靜分兵前往那裏焚燒城門的結果，僧靜則以黑夜掩護踰過城牆偷偷靠近袁粲，袁粲子袁最發現有人影嘗試以身遮擋，父子二人終雙雙死在僧靜手下。及後石頭城破，戴僧靜以此功獲授寧朔將軍、前軍將軍。翌年，改任游擊將軍。沈攸之敗死後蕭道成掌握的朝廷封僧靜為興平縣侯，食邑一千戶。
建元元年（479年），蕭道成篡宋建齊，封爵不但獲得過渡到新朝代，還獲增邑一千二百戶，又以寧朔將軍任南濟陰太守。及後，轉為輔國將軍，並改封為建昌縣侯。建元二年（480年）轉任驍騎將軍，加員外常侍。後又轉太子左衞率。齊武帝即位後，在即位同年冬季（483年1月14日）以戴僧靜外任為持節督徐州諸軍事、冠軍將軍、北徐州刺史。戴僧靜在任時曾買牛送給當地貧民，讓他們能務農糊口，故頗得北方民心。後來還朝任給事中、太子右衞率，加通直常侍。永明五年（487年），桓天生在司、雍一帶叛亂，戴僧靜以征虜將軍、南中郎司馬、淮南太守，受命在護軍將軍陳顯達指揮下參與討伐。僧靜與平西司馬韓孟度及華山太守康元隆前赴沘陽（今河南泌陽縣），在沘陽外四十里的深橋大破獲得北魏援軍增援的桓天生，俘虜和斬殺敵人以萬計。僧靜隨後乘勝進攻沘陽，桓天生雖然敗退至城中，但仍曾嘗試出城抵抗，卻遭僧靜擊破，只好拒守不出，僧靜攻城不果，只好撤退。
永明八年（490年），向來尚武的荊州刺史、巴東王蕭子響因私造錦袍絳襖而遭其長史劉寅等眾屬官聯名奏報，齊武帝遂下令徹查；劉寅等此時害怕起來打算當沒事發生，但蕭子響聲聞有朝廷使者來到卻無任何命令文書便召他們來質問，他們無言以對，只提出先應付敕令。這令得子響怒而命人將他們殺掉。子響大殺屬官的事傳到武帝那裏後武帝認為子響造反了，戴僧靜卻說：「諸王都應該造反，豈止巴東王！」武帝追問下戴僧靜道出外鎮諸王遭典籤等屬官日夜監視並且過分限制，乃至連每日飲食都有困難的現實，造反亦是可以理解。不過，武帝還是要派兵討伐，就命令戴僧靜領兵赴江陵，僧靜拒絕道：「巴東王年少，而長史管束太過，他忿恨想不通才犯錯。天子的兒子過失殺人，不是天大的罪行，而朝廷突然派軍西上只會令天下人都惶恐，僧靜不敢奉敕。」齊武帝當時沒有回應，後亦改派衞尉胡諧之、游擊將軍尹略及中書舍人茹法亮等前去，但心中其實亦同意僧靜所言，更命令胡諧之等人只要子響投降就不要殺死他。可是，子響仍然因故被殺。
僧靜後以征虜將軍轉任廬陵王蕭子卿的中軍司馬、高平太守。永明九年（491年）去世，詔賜賻錢五萬、布百匹，諡壯侯。

## 延伸阅读
[在维基数据编辑]
 《南齊書·卷30》，出自萧子显《南齊書》
 《南史·卷46》，出自李延壽《南史》